# Mimusops
Mimusops là một chi thực vật, bao gồm các loài cây gỗ trong họ Sapotaceae. Chúng phổ biến rộng trong khu vực nhiệt đới và cận nhiệt đới Cựu Thế giới, ở châu Phi, bán đảo Ả Rập, Ấn Độ, Đông Nam Á, Australia, cũng như trên nhiều hòn đảo trên Thái Bình Dương và Ấn Độ Dương.
Loài duy nhất được ghi nhận ở Việt Nam là Mimusops elengi, có lẽ là được du nhập.

## Các loài
Các loài sau đây được liệt kê trong chi Mimusops:
- Mimusops acutifolia Mildr., 1938 - Tanzania.
- Mimusops aedificatoria Mildr., 1938 - Tanzania, Kenya, Malawi.
- Mimusops andamanensis King & Gamble, 1906 - Quần đảo Andaman
- Mimusops andongensis Hiern, 1898 - Tây và Trung Phi.
- Mimusops angel Chiov., 1929 - Somalia.
- Mimusops ankaibeensis Capuron ex Aubrév., 1964 - Madagascar.
- Mimusops antongilensis Aubrév., 1964 - Madagascar.
- Mimusops antorakensis Aubrév., 1964 - Madagascar.
- Mimusops antsiranensis F.Friedmann, 1980 - Madagascar.
- Mimusops bagshawei S.Moore, 1906 - Đông Phi.
- Mimusops balata (Aubl.) C.F.Gaertn., 1807 không Crueg. ex Griseb., 1861 - Mauritius, Réunion.
- Mimusops boeniensis Randrianaivo, 2013 - Madagascar.
- Mimusops caffra E.Mey. ex A.DC., 1844 - Mozambique, Nam Phi (tỉnh Cape, KwaZulu-Natal).
- Mimusops capuronii Aubrév., 1964 - Madagascar.
- Mimusops comorensis Engl., 1904 - Comoros.
- Mimusops coriacea (A.DC.) Miq., 1863 - Comoros, Madagascar.
- Mimusops dodensis Engl., 1913 - Cameroon.
- Mimusops ebolowensis Engl. & K.Krause, 1913 - Cameroon.
- Mimusops elengi L., 1753 - Nam Á (Bangladesh, Ấn Độ, Đông Himalaya), Đông Nam Á (Indonesia, Malaysia, Philippines, Thái Lan), Papuasia, Australia. Du nhập vào Campuchia, Cuba, Florida, Hawaii, quần đảo Leeward, Mozambique, Réunion, Trinidad-Tobago, Việt Nam, quần đảo Windward.
- Mimusops erythroxylon Bojer ex A.DC., 1837[1844] không Llanos ex Fern.-Vill., 1880 - Mauritius.
- Mimusops giorgii De Wild., 1926 - Cộng hòa Dân chủ Congo.
- Mimusops kummel Bruce ex A.DC., 1844 - Châu Phi nhiệt đới.
- Mimusops laurifolia (Forssk.) Friis, 1981 - Đông bắc châu Phi, Ả Rập Xê Út, Yemen.
- Mimusops lecomtei H.J.Lam, 1941 - Madagascar.
- Mimusops lohindri Aubrév., 1964 - Madagascar.
- Mimusops longipedicellata Aubrév., 1964 - Madagascar.
- Mimusops masoalensis Randrianaivo, 2013 - Madagascar.
- Mimusops mayumbensis Greves, 1929 - Cabinda.
- Mimusops membranacea Aubrév., 1964 - Madagascar.
- Mimusops mildbraedii Engl. & K.Krause, 1913 - Cameroon.
- Mimusops ngembe Engl. & K.Krause, 1913 - Cameroon.
- Mimusops nossibeensis Capuron ex Aubrév., 1964 - Đảo Nosi Bé (Madagascar).
- Mimusops oblongifolia Dubard, 1915 - Réunion.
- Mimusops obovata Sond., 1850 không Engl., 1897 - Mozambique, Eswatini, Nam Phi.
- Mimusops obtusifolia Lam., 1797 - Đông và đông nam châu Phi, Comoros, Madagascar.
- Mimusops occidentalis Aubrév., 1964 - Madagascar.
- Mimusops penduliflora Engl., 1900 - Tanzania.
- Mimusops perrieri Capuron ex Aubrév., 1964 - Madagascar.
- Mimusops petiolaris (A.DC.) Dubard, 1915 - Mauritius.
- Mimusops riparia Engl., 1900 - Kenya, Tanzania.
- Mimusops sambiranensis Aubrév., 1964 - Madagascar.
- Mimusops sechellarum (Oliv.) Hemsl., 1916 - Seychelles.
- Mimusops somalensis Chiov., 1916 - Kenya, Tanzania, Somalia.
- Mimusops voalela Aubrév., 1964 - Madagascar.
- Mimusops zeyheri Sond., 1850 - Trung và nam châu Phi.
- Mimusops zeylanica Kosterm., 1977 - Sri Lanka.